# Serono

Logo von Serono

Serono S.A. (früher Ares-Serono AG) war das drittgrösste Biotechnologie-Unternehmen der Welt mit Sitz in Genf in der Schweiz. Es wurde 1906 in Italien gegründet.
Das Unternehmen war führend im Bereich der Reproduktionsmedizin, mit einem Marktanteil von ca. 60 Prozent. Weitere Unternehmensbereiche waren Dermatologie, Autoimmunerkrankungen, Neurologie (Multiple Sklerose) und Endokrinologie (Wachstumshormone). CEO und stellvertretender Vorsitzender des Verwaltungsrates war Ernesto Bertarelli.
Am 21. September 2006 wurde bekannt gegeben, dass das Unternehmen für rund 16 Milliarden Franken (ca. 10 Milliarden Euro) an die deutsche Merck KGaA verkauft wird. Seit dem 5. Januar 2007 besitzt Merck die Mehrheit an Serono. Diese wurde mit der Pharma Ethicals Sparte der Merck KGaA zur neuen Pharmasparte Merck Serono mit Hauptsitz in Genf zusammengefasst. 